# 天野元信
天野 元信（あまの もとのぶ）は、戦国時代から江戸時代初期にかけての武士・キリシタン。毛利氏の家臣。

## 出自
安芸天野氏は、藤原南家工藤氏の一族で安芸国に下向し国人化したもので、元信の系統は天野政貞から始まる金明山天野氏にあたる。同じく安芸の国人である天野興次・天野興定・天野元定の一族の系統は生城山天野氏である。

## 略歴
天野隆重の六男として誕生。兄・元明の養子となり天野氏の家督を継ぐ。
慶長2年（1597年）から始まる慶長の役に従軍して朝鮮半島に渡り、同年12月22日から慶長3年（1598年）1月4日にかけて行われた第一次蔚山城の戦いにおいて武功を挙げた。これにより、第一次蔚山城の戦いで功のあった毛利氏家臣を賞した、慶長3年（1598年）1月25日付の豊臣秀吉の朱印状に元信の名（天野五郎右衛門）も記されている。
慶長5年（1600年）の毛利氏の防長移封後に、主君・毛利輝元は萩城を築城することとなった。その工事で益田元祥の家臣が工事用の石材を盗んだとして争い、萩城の工事日程に大幅な遅延をきたすこととなる。
結果、慶長10年（1605年）、萩城築城の遅れを口実に、元信は輝元によって派遣された桂元綱らによって殺害された。また、岳父・熊谷元直や嫡男の与吉などの幼子も共に殺害された（五郎太石事件）。
これは、輝元からキリスト教の棄教を命令に応じなかったためともいわれる。元信は熊谷元直ともども、キリスト教の殉教者として現在も扱われている。